# Chirita sericea
Chirita sericea är en tvåhjärtbladig växtart som beskrevs av Ridley. Chirita sericea ingår i släktet Chirita och familjen Gesneriaceae. Inga underarter finns listade i Catalogue of Life.